# Near-Earth Asteroid Scout
Near-Earth Asteroid Scout (NEA Scout) — кубсат класса 6U, один из десяти малых космических аппаратов, запущенных 16 ноября 2022 года в первом полёте ракеты-носителя SLS в качестве дополнительной полезной нагрузки миссии «Артемида-1». NEA Scout был проектом НАСА по разработке недорогого средства изучения сближающихся с Землёй астероидов с помощью управляемого солнечного паруса.
Целью миссии был назначен астероид 2020 GE, в зависимости от даты запуска или других факторов цель могла быть изменена. После развёртывания солнечного паруса NEA Scout должен был совершить серию облётов Луны, чтобы достичь оптимальной траектории вылета, прежде чем начать своё двухлетнее путешествие к астероиду.
18 ноября 2022 года, через два дня после запуска, связь с космическим аппаратом была потеряна. НАСА отправило экстренные команды на раннее развёртывание солнечного паруса. В случае успеха развёрнутый парус был бы виден в телескопы с Земли, но по состоянию на декабрь 2022 года не было никаких признаков того, что произошло развёртывание, NEA Scout считается потерянным.

## Обзор
Проект NEA Scout был разработан совместно Космическим центром имени Джорджа Маршалла (MSFC) и Лабораторией реактивного движения (JPL) при поддержке Центра космических полетов Годдарда, Космического центра Линдона Б. Джонсона (JSC), Исследовательского центра Лэнгли (LRC). Исследовательскую программу возглавили Джули Кастильо-Рогез из NASA JPL и Лес Джонсон из NASA MSFC.
Миссия финансировалась управлением НАСА по исследованию и планированию миссий с участием человека (англ. Human Exploration and Operations Mission Directorate, (HEOMD). Астероиды, сближающиеся с Землей (АСЗ) представляют интерес для науки и НАСА рассматривает возможность пилотируемых полётов для их исследования. Предварительный сбор данных о таких астероидах с помощью сравнительно недорогих автоматических аппаратов и их последующий анализ позволят минимизировать риски будущих миссий и получить информацию о необходимых для них инструментах. Изучение околоземных астероидов диаметром более 20 метров также имеет большое значение для планирования стратегий защиты от столкновений с Землёй потенциально опасных объектов.

## Цели
Миссия НАСА по исследованию АСЗ должна была продемонстрировать возможность изучения астероида с малыми затратами, посредством чрезвычайно маленького космического аппарата, приводимого в движение солнечным парусом. Цель состояла в том, чтобы разработать решение, с помощью которого можно было бы заполнить пробелы в знаниях об малых АСЗ, имеющих размеры в диапазоне 1-100 м. АСЗ этого размера плохо изучены из-за проблем, связанных с их обнаружением, наблюдением и отслеживанием в течение длительных периодов времени. Предполагается, что астероиды размером от 1-100 м являются фрагментами, оставшимися от более крупных объектов. Однако было также высказано предположение, что эти объекты на самом деле могут быть рыхлыми конгломерациями более мелких обломков. Информация о строении околоземных астероидов имеет большое значение для прогнозирования последствий их возможных столкновений с Землёй.
Целью миссии был астероид 2020 GE, который в сентябре 2023 года будет находиться на минимальном расстоянии от Земли. Используя гравитационный манёвр в поле притяжения Луны и солнечный парус NEA Scout должен был приблизиться к астероиду на расстоянии около 1,5 км и пролететь над ним со скоростью менее 30 метров в секунду — медленнее, чем любой другой, сближавшийся с астероидом космический аппарат. Единственным инструментом для исследования астероида, установленным на аппарате, была 14-мегапиксельная камера, которая должна была снимать объект с очень высоким разрешением, до 10 см на пиксель. В случае успеха миссии астероид 2020 GE, имеющий диаметр не более 18 метров, стал бы самым маленьким объектом, когда-либо исследованным космическим аппаратом.

## Статус
На 17 ноября 2022 года отсутствовала информация о двух из десяти кубсатов, запущенных в миссии «Артемида-1» в качестве попутной нагрузки, в том числе об аппарате NEA Scout. По состоянию на 18 ноября 2022 года (через два дня после запуска) связь с аппаратом установить не удалось. Попытки передать на борт аппарата команды на развёртывание солнечного паруса закончились неудачей, по состоянию на декабрь 2022 года NEA Scout считается потерянным.

## Полезная нагрузка
Кубсат NEA Scout был оснащён монохроматической камерой высокого разрешения для съёмки объекта при пролёте на малом расстоянии. Камера была разработана по индивидуальному заказу лабораторией реактивного движения (JPL), её конструкция основана на контекстной камере Orbiting Carbon Observatory 3 (OCO-3), разработанной в JPL NASA и установленной на модуле Кибо МКС. Камера на NEA Scout имела специально созданную прошивку для первичного анализа изображений, коммерческий объектив повышенной прочности и полностью переработанный корпус. В процессе съёмки должны были решаться задачи точного позиционирования цели (положения относительно аппарата и его прогнозирования), определения скорости вращения и положения полюса, оценки массы и плотности, картографирования частиц и поля обломков в окрестностях цели, измерения альбедо и спектральнго типа астероида, определения морфологии и свойств его поверхности, а также свойства реголита. Для слежения за аппаратом и обмена информацией с ним использовалась сеть дальней космической связи НАСА.

## Конструкция

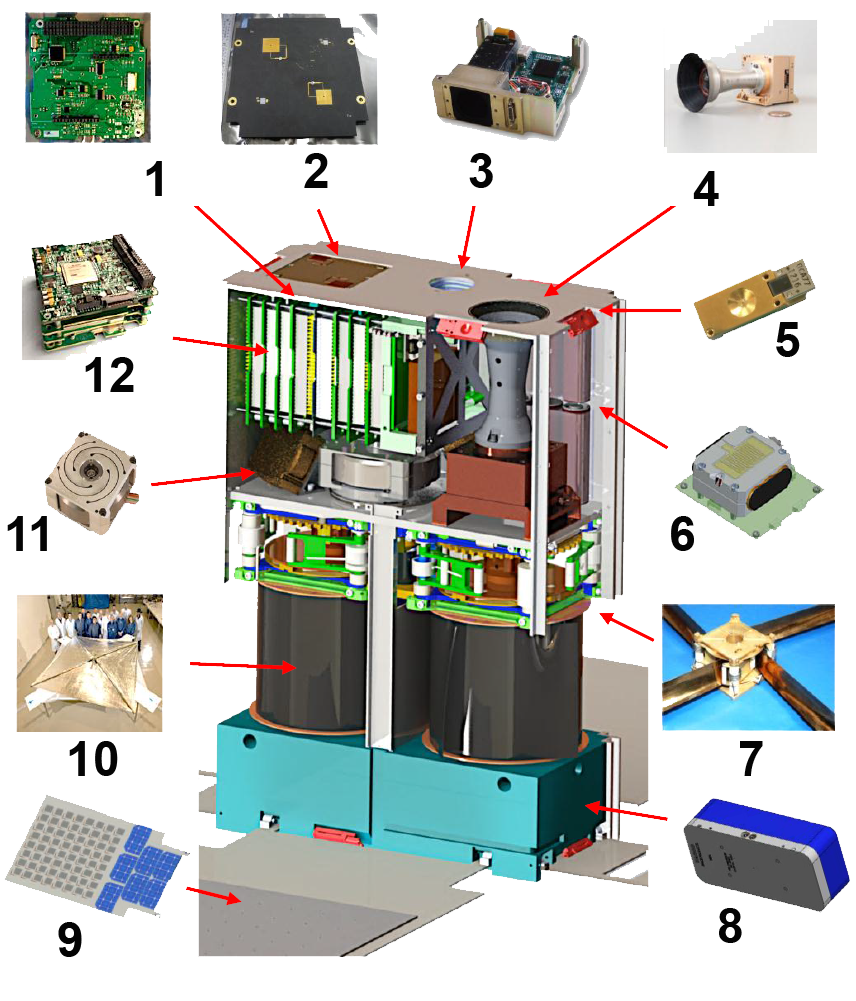
Конструкция NEA Scout: 1. блок авионики, 2. широконаправленная антенна, 3. звёздный датчик, 4. камера, 5. солнечный датчик, 6. аккумуляторы, 7. стрелы (не раскрыты), 8. газореактивный двигатель, 9. солнечные батареи и направленная антенна, 10. солнечный парус (свёрнутый), 11. маховики, 12. транспондер

Архитектура аппарата, впервые представленная в 2014 году, была основана на кубсате класса 6U, его размеры 10 × 20 × 30 см, масса 14 кг. На аппарате были размещены камера, датчики звёздной ориентации, маховики, авионика, система энергопитания с солнечными батареями, система связи и реактивный двигатель на сжатом газе. Также на NEA Scout был установлен раскрывающийся солнечный парус на раздвигающихся стрелах длиной по 6,8 м и общей площадью 86 м². Конструкция NEA Scout основывалась на использовании готовых коммерческих компонентов. Благодаря использованию солнечной парусной тяги стало возможным планировать достижение цели не ограничиваясь жёстко заданными временными окнами, которые ограничивали бы использование аппарата с химическим реактивным двигателем. Продолжительность миссии оценивалась в 2,5 года.
После развёртывания в окололунном пространстве NEA Scout должен был раскрыть свои солнечные батареи и направленную антенну большого усиления. После облёта Луны должен был раскрыться солнечный парус и начаться проверка систем аппарата. Затем NEA Scout должен был выполнить серию облётов Луны, чтобы достичь оптимальной траектории вылета, прежде чем начать свой круиз продолжительностью 2-2.5 года к астероиду 2020 GE.

### Солнечный парус
Солнечный парус из алюминизированного полиамида площадью 86 м² и толщиной 2,5 мкм должен был развёртываться с помощью четырёх стрел длиной по 6,8 метра каждая. Механизм развертывания паруса был модификацией механизмов, работавших на аппаратах NanoSail и LightSail 2. На полное развёртывание паруса отводилось около 30 минут.

### Авионика
В модуле авионики размещались печатные платы блоков связи, распределения питания, системы управления и обработки данных, а также солнечный и звёздный датчики. Этот модуль также включал маховики, литиевые батареи и камеру. Система управления ориентацией состояла из трех исполнительных подсистем: системы управления маховиками, системы управления двигателем и системы управления положением центра масс.

### Двигательная установка
Двигательная установка на сжатом газе располагалась под солнечным парусом и обеспечивала начальные импульсы при совершении манёвров и управление моментами вращения аппарата.

### Система связи
Для связи NEA Scout использовал транспондер Iris, работающий в X-диапазоне.

### Энергоснабжение
Для энергоснабжения аппарата использовались фотогальванические солнечные панели с блоком  буферных литий-ионных аккумуляторов, выполненными в стандарте 18650.